# Flänsvidd

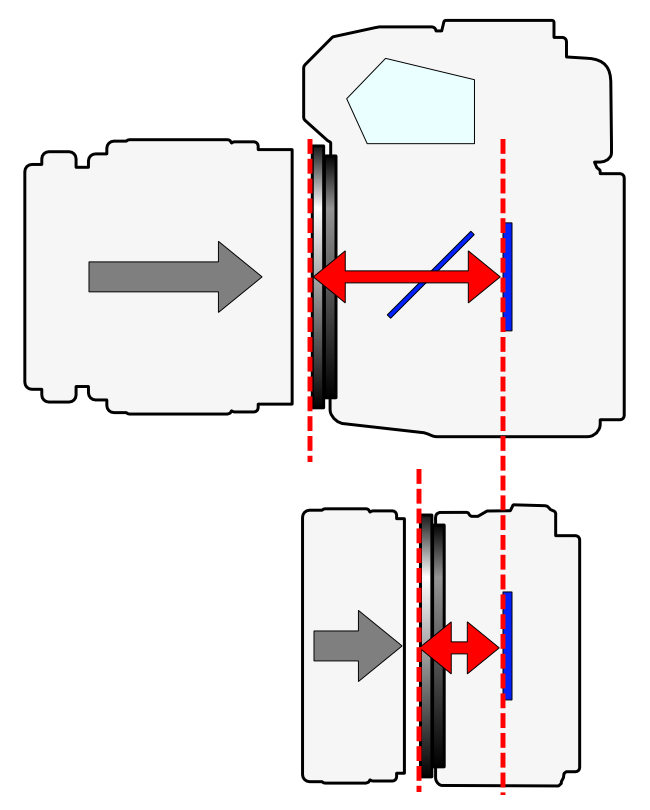
Diagram som illustrerar registeravståndet hos två kameratyper; en spegelreflexkamera (övre) samt en spegellös systemkamera (nedre).

Flänsvidd är ett begrepp inom fotografin för avståndet mellan en systemkameras filmplan eller sensor och dess objektivfattning. Värdet anges normalt i millimeter och kan skilja mellan olika kamerasystem.